# Coeneo de la Libertad
Coeneo de la Libertad es una localidad mexicana en el estado de Michoacán, cabecera del municipio de Coeneo. Su nombre proviene del vocablo purépecha "cuini" que significa pájaro, por lo que etimológicamente Coeneo significa "Lugar de pájaros".

## Historia
En el año 1530 Fray Martín de la Coruña fue el primero en entrar en contacto con los nativos de las tierras que hoy conforman el presente Coeneo, rápidamente se ganó la confianza, el afecto y el respeto de los pobladores, a quienes convenció de convertirse a la fe católica. Sin embargo, el conquistador español Nuño de Guzmán intentó robar a los nativos sus posesiones y abusar de ellos por negarse a cumplir, esto causó un período donde los nativos volvieron a las montañas y para destruir los avances que Martín de la Coruña había hecho. El 8 de diciembre de 1542 Fray Jacobo Daciano dialogó nuevamente con los nativos teniendo el éxito que tuvo de la Coruña, haciendo que unas pocas familias repoblaran el lugar ahora conocido como Coeneo debido a una escasez de agua alrededor de la región. Una vez que se estableció la nueva comunidad se redactaron planes para la construcción de la iglesia de la ciudad y una plaza principal, a la iglesia se le dio el nombre de "Nuestra Señora del Rosario".
Coeneo se constituyó como municipio el 10 de diciembre de 1831. Fue el primer pueblo en levantarse en armas en pro del Plan de Ayutla el 5 de mayo de 1854 en contra de la dictadura de Antonio López de Santa Anna, encabezado por el General Epitacio Huerta y el General Rafael Garnica. En 1918 Coeneo prestó ayuda al General Olachea Áviles para combatir a Inés Chávez en la Hacienda de Tecacho, años después, cuando Olachea fue secretario de la defensa nacional y regresó a Coeneo, donó un centro de recuperación para la mujer, el cual lleva el nombre de su esposa "Ana María Borbón de Olochea".

## Demografía
En 2005 en Coeneo de la Libertad se censaron 3,616 habitantes, en 2010 se censaron 3,865 habitantes.

## Educación
Coeneo de la Libertad cuenta con distintos planteles públicos y privados:
- 2 jardines de niños
- 1 escuela primaria pública
- 1 escuela primaria privada
- 1 secundaria técnica
- COBAEM
- 1 centro de educación para adultos

## Transporte
Existen diversas líneas de autobuses que dan servicio en las rutas hacia Huaniqueo, Morelia o Zacapu como "Autobuses Bellas Fuentes", "Autobuses Ciénega de Zacapu" y "Norte de Michoacán", además de que se presta un servicio colectivo foráneo y suburbano hacia Zipiajo, El Cobrero, y Tinguitiro.